# Amtsgericht Kleve

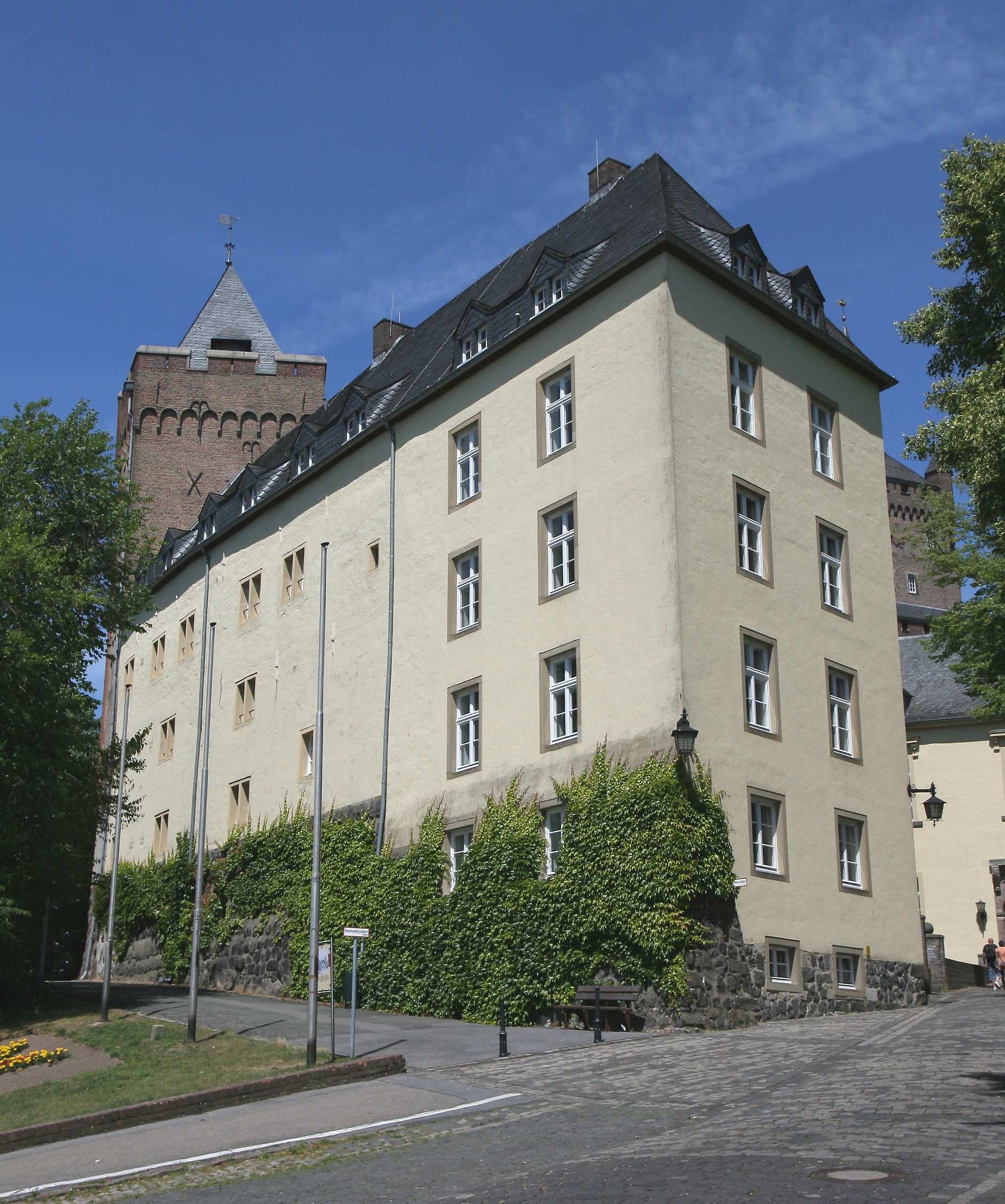
Gerichtsgebäude in der Schwanenburg (2011)

Kleve ist Sitz des Amtsgerichts Kleve, das für die Städte Bedburg-Hau, Goch, Kalkar, Kleve, Kranenburg und Uedem im nördlichen Teil des Kreises Kleve zuständig ist. In dem 501 km² großen Gerichtsbezirk leben rund 129.000 Menschen. Das Amtsgericht Kleve ist auch für die Landwirtschaftssachen aus dem Amtsgerichtsbezirk Emmerich zuständig.

## Übergeordnete Gerichte
Das dem Amtsgericht Kleve übergeordnete Landgericht ist das Landgericht Kleve, das wiederum dem Oberlandesgericht Düsseldorf untersteht.

## Geschichte
Das königlich preußische Amtsgericht Kleve wurde mit Wirkung zum 1. Oktober 1879 als eines von neun Amtsgerichten im Bezirk des Landgerichtes Kleve im Bezirk des Oberlandesgerichtes Köln gebildet. Der Sitz des Gerichts war Kleve. Sein Gerichtsbezirk umfasste den Kreis Kleve außer den Teilen, die dem Amtsgericht Goch zugeordnet waren. Am Gericht bestand 1880 eine Richterstelle. Das Amtsgericht war damit ein kleines Amtsgericht im Landgerichtsbezirk. Zum 31. März 1979 wurde das Amtsgericht Goch aufgehoben und sein Sprengel dem Amtsgericht Kleve zugeordnet.